# Maïmouna Niang
Pour les articles homonymes, voir Niang.
Maïmouna Niang est une karatéka sénégalaise.

## Carrière
Maïmouna Niang remporte  la médaille de bronze en kumite individuel cadet des moins de 47 kg aux Championnats d'Afrique de karaté 2020 à Tanger, la médaille d'argent en kumite individuel junior des moins de 48 kg lors des Championnats d'Afrique de karaté 2021 au Caire puis la médaille de bronze en kumite individuel des moins de 50 kg aux Championnats d'Afrique de karaté 2022 à Durban.
Aux championnats d'Afrique 2023 à Casablanca, elle est médaillée de bronze en kumite individuel des moins de 55 kg ainsi qu'en kumite par équipes.
En mars 2024, elle est médaillée de bronze en kumite individuel des moins de 55 kg et médaillée d'argent en kumite par équipes aux Jeux africains à Accra.

## Palmarès
| Année | Compétition                    | Lieu       | Résultat | Catégorie          |
| ----- | ------------------------------ | ---------- | -------- | ------------------ |
| 2020  | Championnats d'Afrique cadets  | Tanger     | 3e       | Kumite -47 kg      |
| 2021  | Championnats d'Afrique juniors | Le Caire   | 2e       | Kumite -48 kg      |
| 2022  | Championnats d'Afrique         | Durban     | 3e       | Kumite -48 kg      |
| 2023  | Championnats d'Afrique         | Casablanca | 3e       | Kumite -55 kg      |
| 2023  | Championnats d'Afrique         | Casablanca | 3e       | Kumite par équipes |
| 2024  | Jeux africains                 | Accra      | 3e       | Kumite -55 kg      |
| 2024  | Jeux africains                 | Accra      | 2e       | Kumite par équipes |